# 躺椅

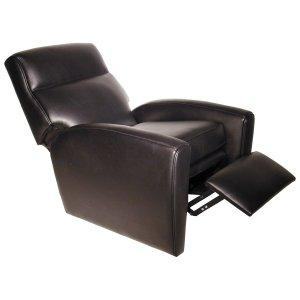
躺椅

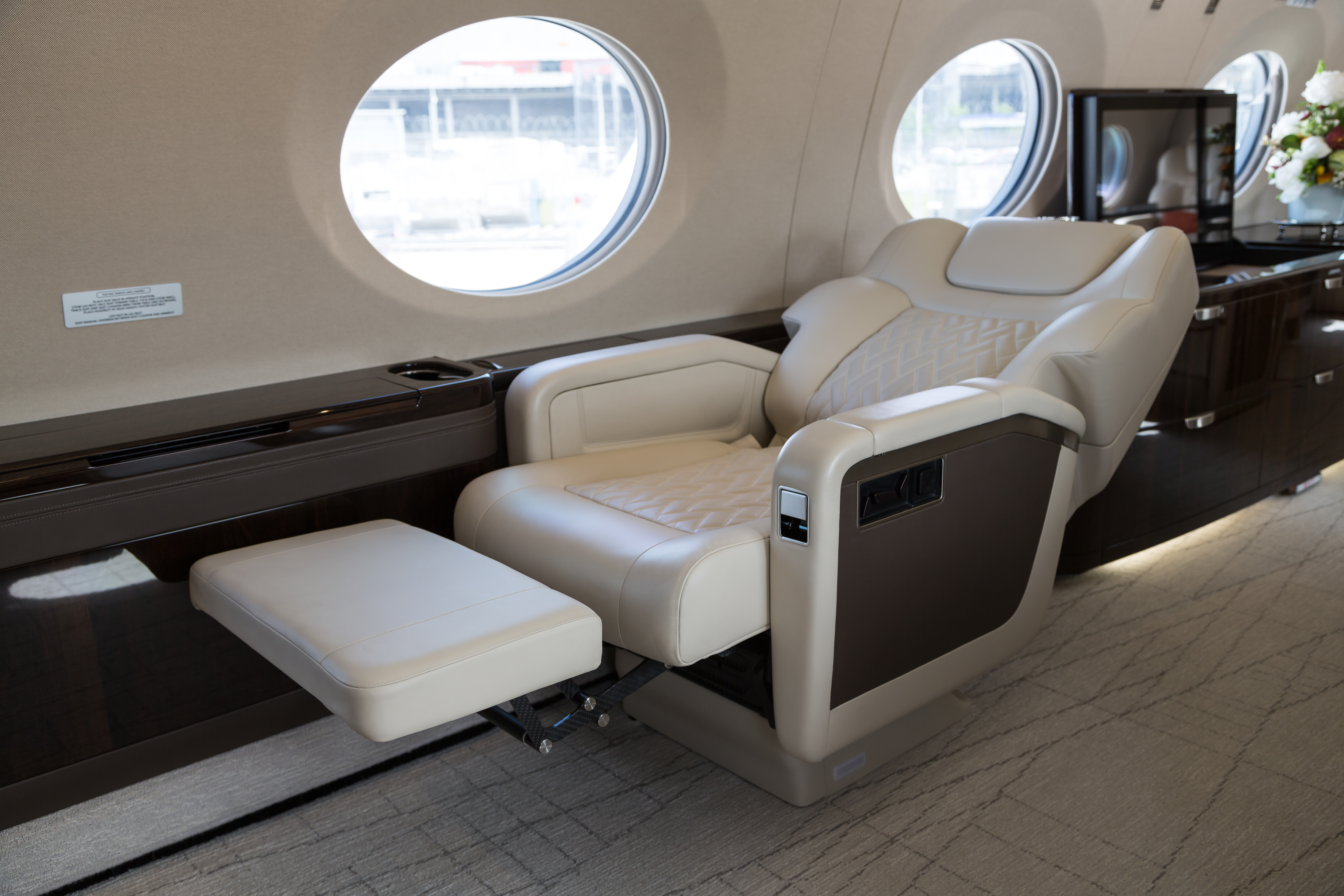
公务机上的躺椅

躺椅是一种扶手椅或沙发，它有一个可以向后倾斜的靠背，通常还有一个脚踏板，当坐在上面的人降低椅背时，就可以躺下。在飞机和火车以及居家中躺椅很常见。